# Друга влада Михаила Вујића
Друга влада Михаила Вујића је била влада Краљевине Србије од 19. маја до 20. октобра 1902.

## Чланови владе
| Функција                                                  | Слика | Име и презиме        | Детаљи |
| --------------------------------------------------------- | ----- | -------------------- | ------ |
| Председник Министарског савета и министар иностраних дела |       | Михаило В. Вујић     |        |
| Министар унутрашњих дела                                  |       | Никола Д. Стевановић |        |
| Министар правде                                           |       | Арон Нинчић          |        |
| Министар финансија                                        |       | Михаило М. Поповић   |        |
| Министар просвете и црквених дела                         |       | Драгутин Стаменковић |        |
| Министар војни                                            |       | Василије Антонић     |        |
| Министар грађевина                                        |       | Пера Велимировић     |        |
| Министар народне привреде                                 |       | Ђока Ј. Николић      |        |